# John Hullah
John Pyke Hullah, född 27 juni 1812, död 21 februari 1884, var en brittisk sångpedagog och tonsättare.
John Hullah var elev till William Horsley, och blev 1837 organist i Croydon. År 1840 grundade han i London en sångskola för lärare och bedrev där, trots mycken kritik mot metoderna, ett framgångsrikt arbete (inalles omkring 25.000 elever), Hullah utgav ett stort antal sång- och musiksamlingar samt flera musikhistoriska och -teoretiska arbeten, till exempel Grammar of vocal music (1843) och The history of modern music (1862). Som tonsättare skrev han bland annat operan The village coquettes (till text av Charles Dickens), tre sångspel och sånger. Hullah blev 1876 hedersdoktor i Edinburgh.